# Куала-Лумпур
Куа́ла-Лу́мпур (мал. كوالا لمڤور — Kuala Lumpur, у перекладі: «мулисте гирло») — столиця Малайзії.

## Історія
Куала-Лумпур було засноване в 1857 році. З 1880 по 1978 — столиця Селангору. В 1946-57 — одночасно адміністративний центр англійської колонії (в 1946-48 звався Малайський союз, з 1948 по 1957 — Федерація Малайя), в 1957-63 столиця незалежної Федерації Малайя, з 1963 — Малайзії, з 1 лютого 1972 має статус міста, з 1974 — статус Федеральної території.

### Походження назви
У літературному перекладі назва Куала-Лумпур означає «злиття мутних вод». Ця назва походить від злиття двох річок — Гомбак і Кланг, яке відбувається в історичному центрі міста.

### Адміністрація
Лордом-мером Куала-Лумпур в 2004—2006 роках був Датук Руслан Хасан (англ. Datuk Ruslin Hasan).

## Географія
Місто розташоване на південному заході півострова Малакка у долині поблизу злиття річок Кланг та Гомбак.

### Клімат
Місто знаходиться у зоні, котра характеризується вологим тропічним кліматом. Найтепліший місяць — квітень із середньою температурою 28.3 °C (83 °F). Найхолодніший місяць — січень, із середньою температурою 27.2 °С (81 °F).
| Клімат Куала-Лумпура    | Клімат Куала-Лумпура | Клімат Куала-Лумпура | Клімат Куала-Лумпура | Клімат Куала-Лумпура | Клімат Куала-Лумпура | Клімат Куала-Лумпура | Клімат Куала-Лумпура | Клімат Куала-Лумпура | Клімат Куала-Лумпура | Клімат Куала-Лумпура | Клімат Куала-Лумпура | Клімат Куала-Лумпура | Клімат Куала-Лумпура |
| Показник                | Січ.                 | Лют.                 | Бер.                 | Квіт.                | Трав.                | Черв.                | Лип.                 | Серп.                | Вер.                 | Жовт.                | Лист.                | Груд.                | Рік                  |
| Абсолютний максимум, °C | 38                   | 38                   | 37                   | 36                   | 35                   | 37                   | 37                   | 39                   | 38                   | 37                   | 36                   | 33                   | 39                   |
| Середній максимум, °C   | 31                   | 32                   | 32                   | 32                   | 32                   | 32                   | 31                   | 31                   | 31                   | 31                   | 31                   | 31                   | 31                   |
| Середня температура, °C | 27                   | 27                   | 27                   | 28                   | 28                   | 27                   | 27                   | 27                   | 27                   | 27                   | 27                   | 27                   | 27                   |
| Середній мінімум, °C    | 22                   | 22                   | 23                   | 23                   | 23                   | 23                   | 23                   | 23                   | 23                   | 23                   | 23                   | 22                   | 23                   |
| Абсолютний мінімум, °C  | 16                   | 17                   | 20                   | 18                   | 20                   | 18                   | 20                   | 20                   | 21                   | 20                   | 21                   | 20                   | 16                   |
| Норма опадів, мм        | 160                  | 170                  | 230                  | 270                  | 190                  | 120                  | 120                  | 140                  | 190                  | 260                  | 280                  | 220                  | 2420                 |
| Днів з опадами          | 16                   | 14                   | 17                   | 19                   | 17                   | 15                   | 15                   | 17                   | 18                   | 22                   | 25                   | 20                   | 215                  |
| Вологість повітря, %    | 80                   | 80                   | 80                   | 85                   | 80                   | 80                   | 80                   | 80                   | 80                   | 85                   | 85                   | 85                   | 81.7                 |
| ----------------------- | -------------------- | -------------------- | -------------------- | -------------------- | -------------------- | -------------------- | -------------------- | -------------------- | -------------------- | -------------------- | -------------------- | -------------------- | -------------------- |
| Джерело: Weatherbase    |                      |                      |                      |                      |                      |                      |                      |                      |                      |                      |                      |                      |                      |

## Транспорт
У місті функціонує міська залізниця, об'єднана в єдиний комплекс Kuala Lumpur Central (т. з. легкий рейковий транзит), монорельс (KLMonorail), який з'єднує між собою різні частини міста. Міжнародний аеропорт «Куала-Лумпур» (KLIA) в Сепанзі (1998) є одним з найсучасніших аеропортів світу, з'єднаний з містом за допомогою надшвидкісного експресу (KLIAEkspress).

## Економіка
Значний торгово-промисловий і фінансовий центр країни. У місті і його околицях розташовані підприємства з переробки каучуку, виробництва пальмової олії та інших харчових продуктів, складання автомобілів, електротехнічних й електронних виробів, виробництва сільськогосподарського устаткування, металевих виробів, текстилю. Поблизу Куала-Лумпура добувають олово й кам'яне вугілля. В Куала-Лумпурі знаходяться Державний центральний банк та інші банки, фондова (з 1978 р.) і товарна (з 1980 р.) біржі, правління основних державних організацій, державних і приватних страхових компаній, головні офіси малайзійських філіалів ТНК, різних фірм и підприємств.

### Демографія
Населення за переписом 1997 року становило 1 374 тис. жителів, за оцінкою 2004 року — 1 800 674 осіб.

## Культура
У місті розташовано Національний музей Малайзії, Музей збройних сил, музеї-меморіали співака й актора П. Райлі й екс-прем'єр-міністра Абдула Разака, Національна картинна галерея, Центр народних ремесел «Карьянека», Національний архів та Національна бібліотека Малайзії.

## Пам'ятки культури, архітектура
Основною пам'яткою архітектури Куала Лумпур є Національна мечеть, також в місті є інші культові споруди (пагоди, мечеті, храми, церкви).
Привертають увагу також споруди сучасного періоду: телевізійна Вежа Куала-Лумпур (421 м, третя за висотою після Сі-Ен Тауер у Торонто і Останкінської телевежі у Москві), Петронас Твін Тауерс (452 м, 88 поверхів), хмарочос Мейбанк (244 м), ажурне приміщення парламенту, виконане в національному стилі приміщення Національного музею (1963, арх. Ху Кок Ху), а також відображаючий стилістику бруталізму сіднейської школи комплекс Університету Малайя (1968, арх. Дж. Кьюбіт і ін.). 5 крупних парків (велике значення має — Тасік пердана з Національним монументом, лодочними станціями, спортивними і дитячими майданчиками, відкритою естрадою, оранжереею орхідей, вольером для птахів і метеликів). На деяких пагорбах є ділянки первозданного лісу (Букіт Нанас). На околицях є карстові печери з індуїським храмом «Бату Кейвс».
Спортивні спруди: спортивний комплекс «Букіт Джаліл» з стадіоном на 100 тисяч місць (1998), стадіон «Мердека» (1957, 50 тисяч місць), хокейний стадіон ім. Тун Разака (1982, 13 тисяч місць), Палац спорту «Негара» (1957, 20 тисяч місць) і ін.

## Галерея

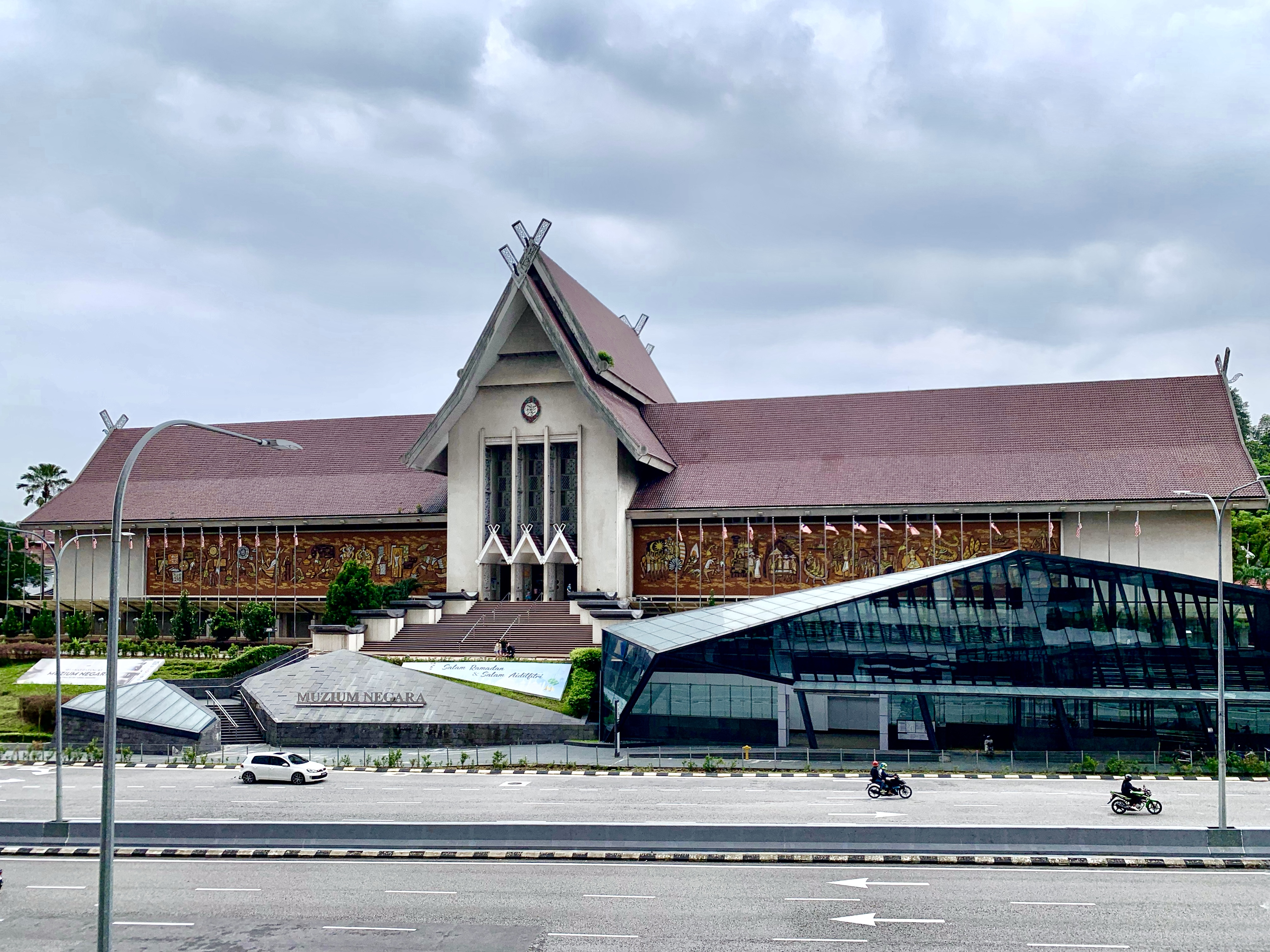
Національний музей Малайзії
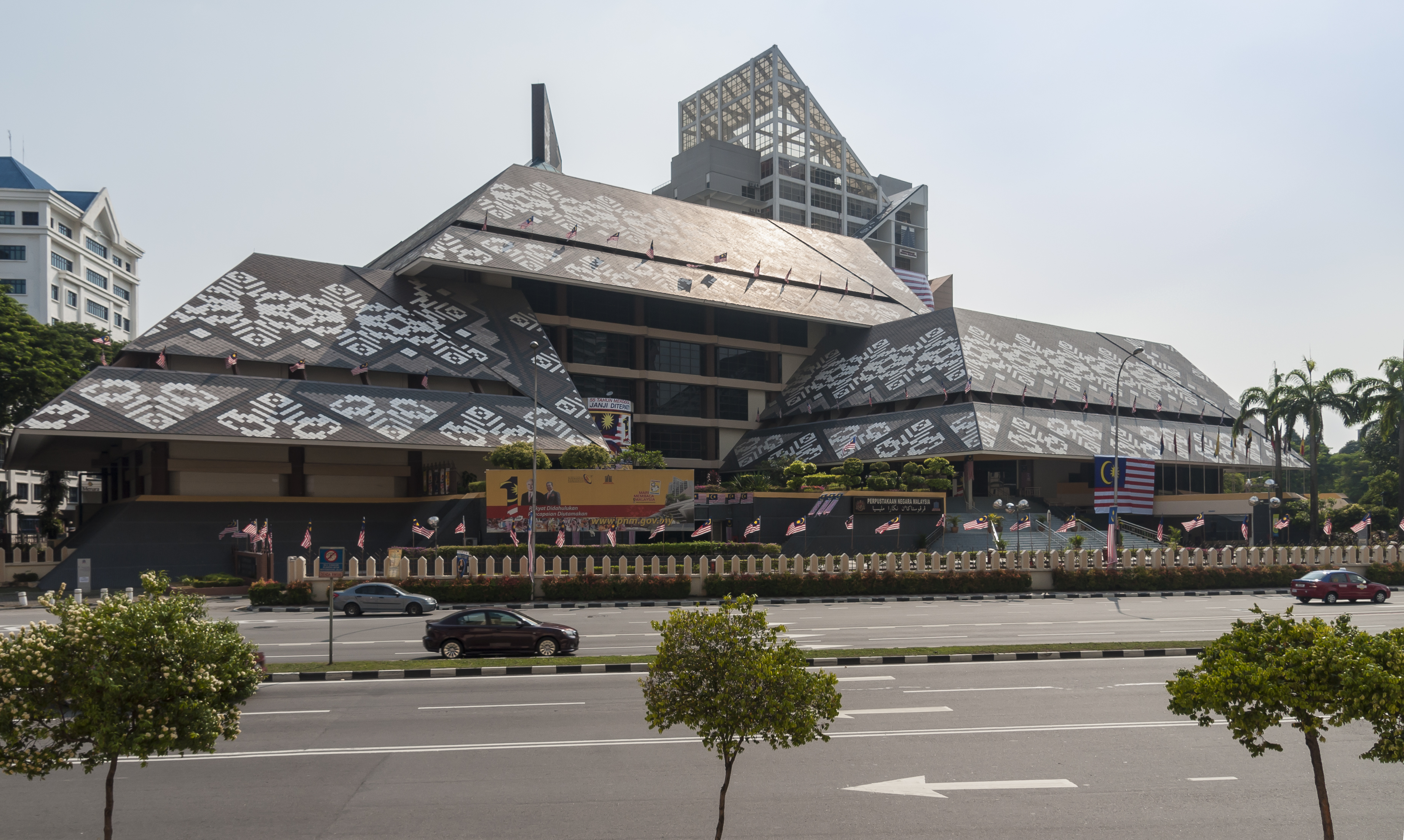
Національна бібліотека Малайзії
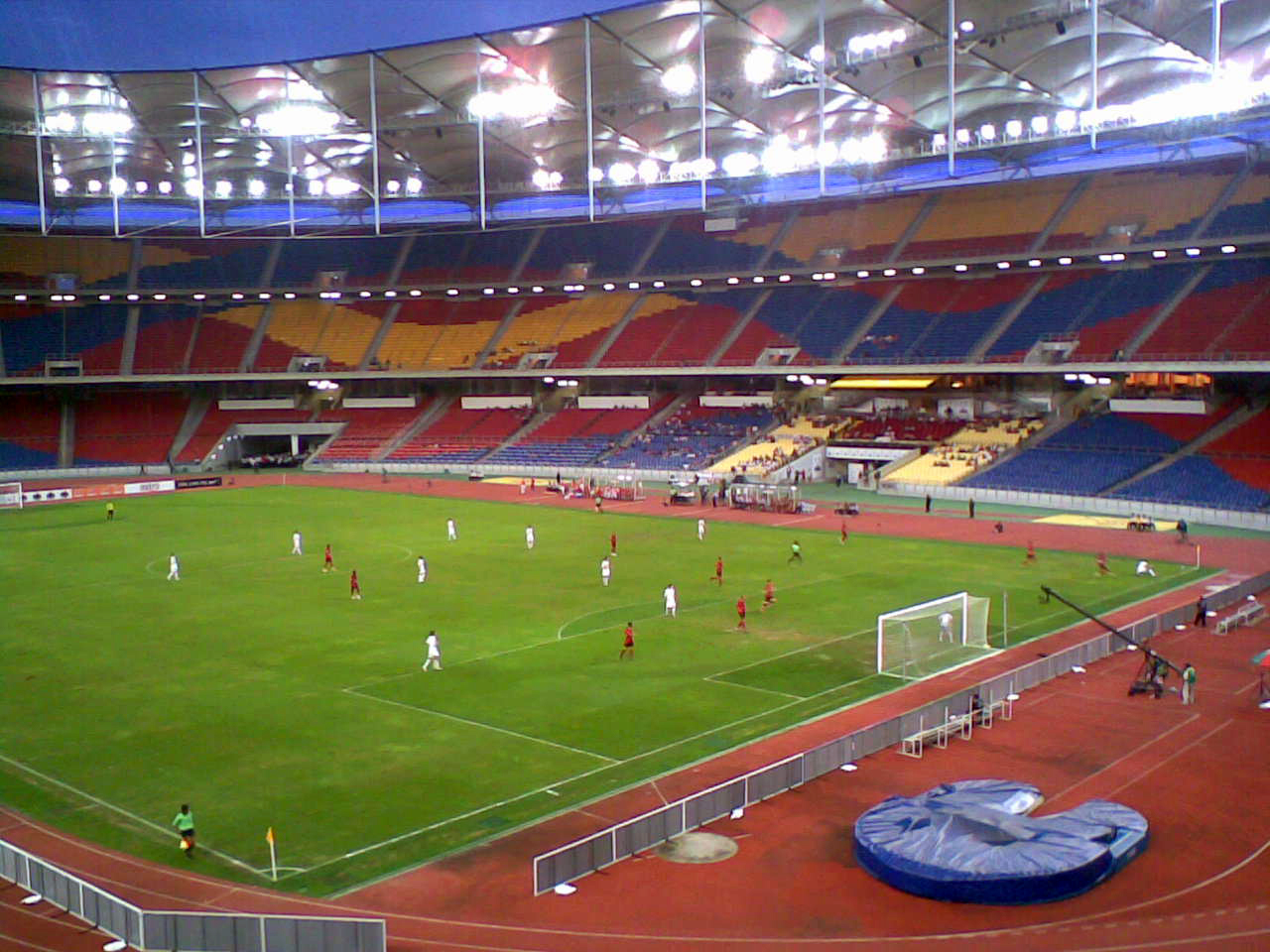
Національний стадіон «Букіт Джаліл»
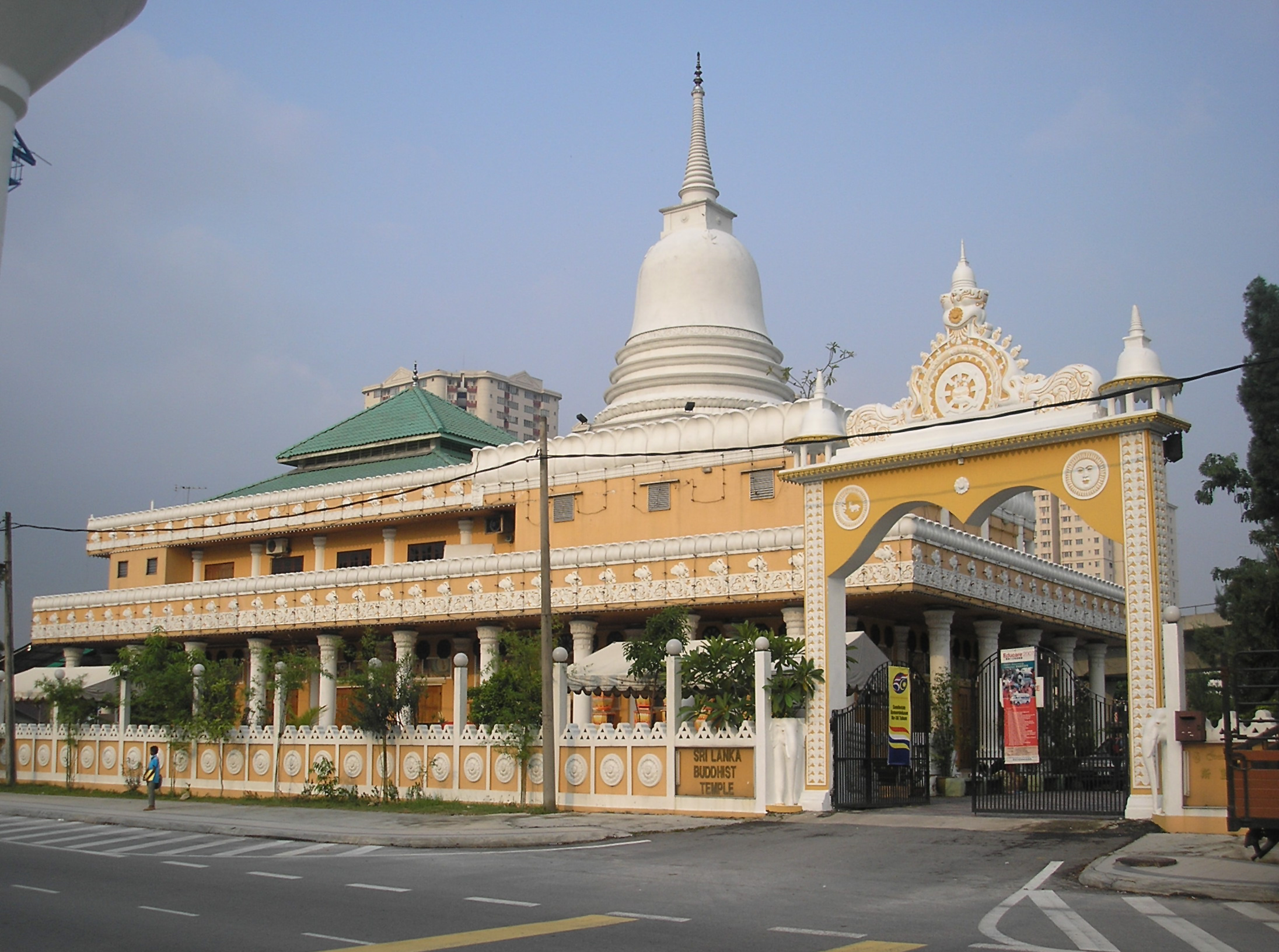
Буддійський храм
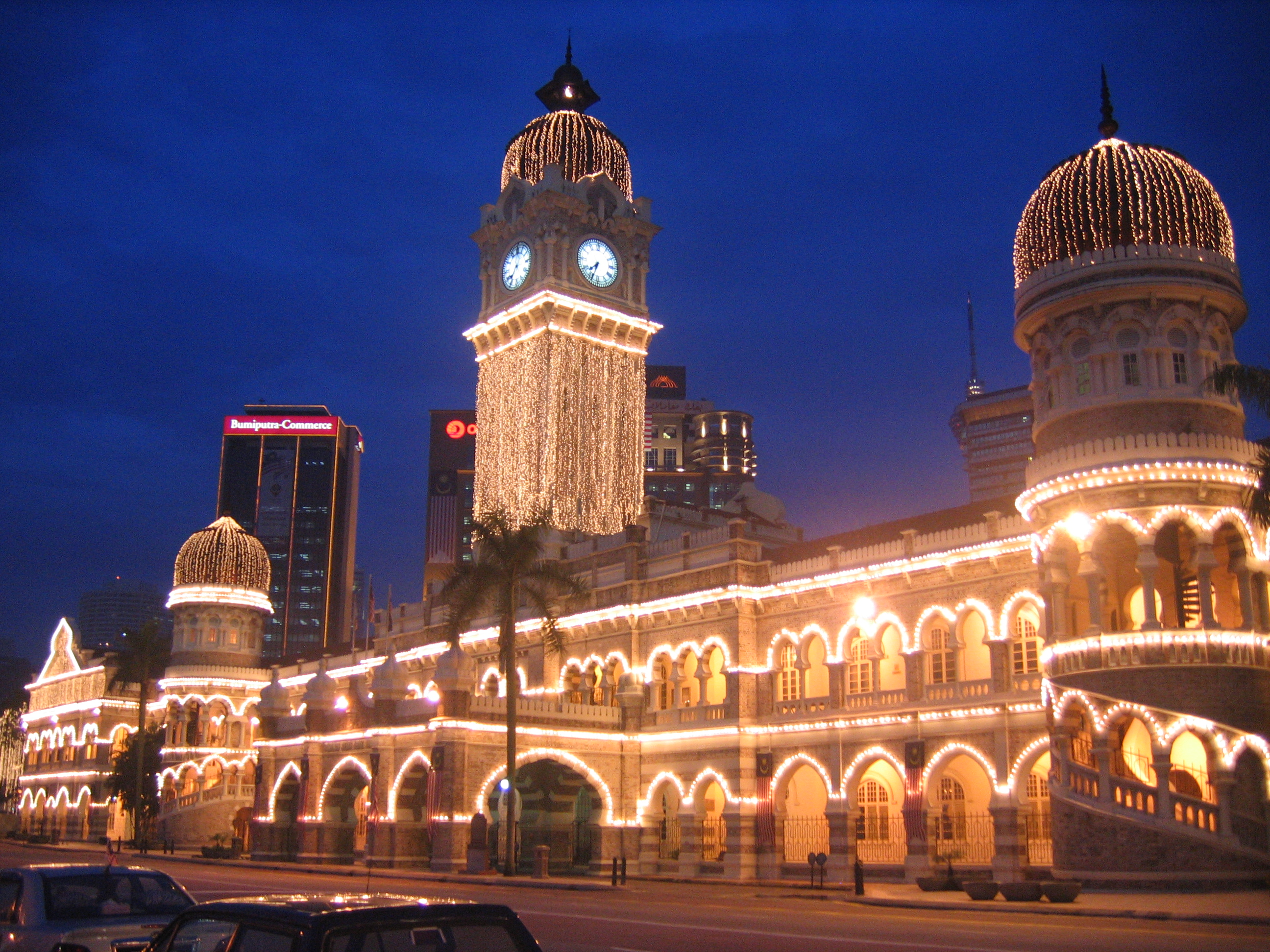
Бангунан-Султан-Абдул-Самад вночі
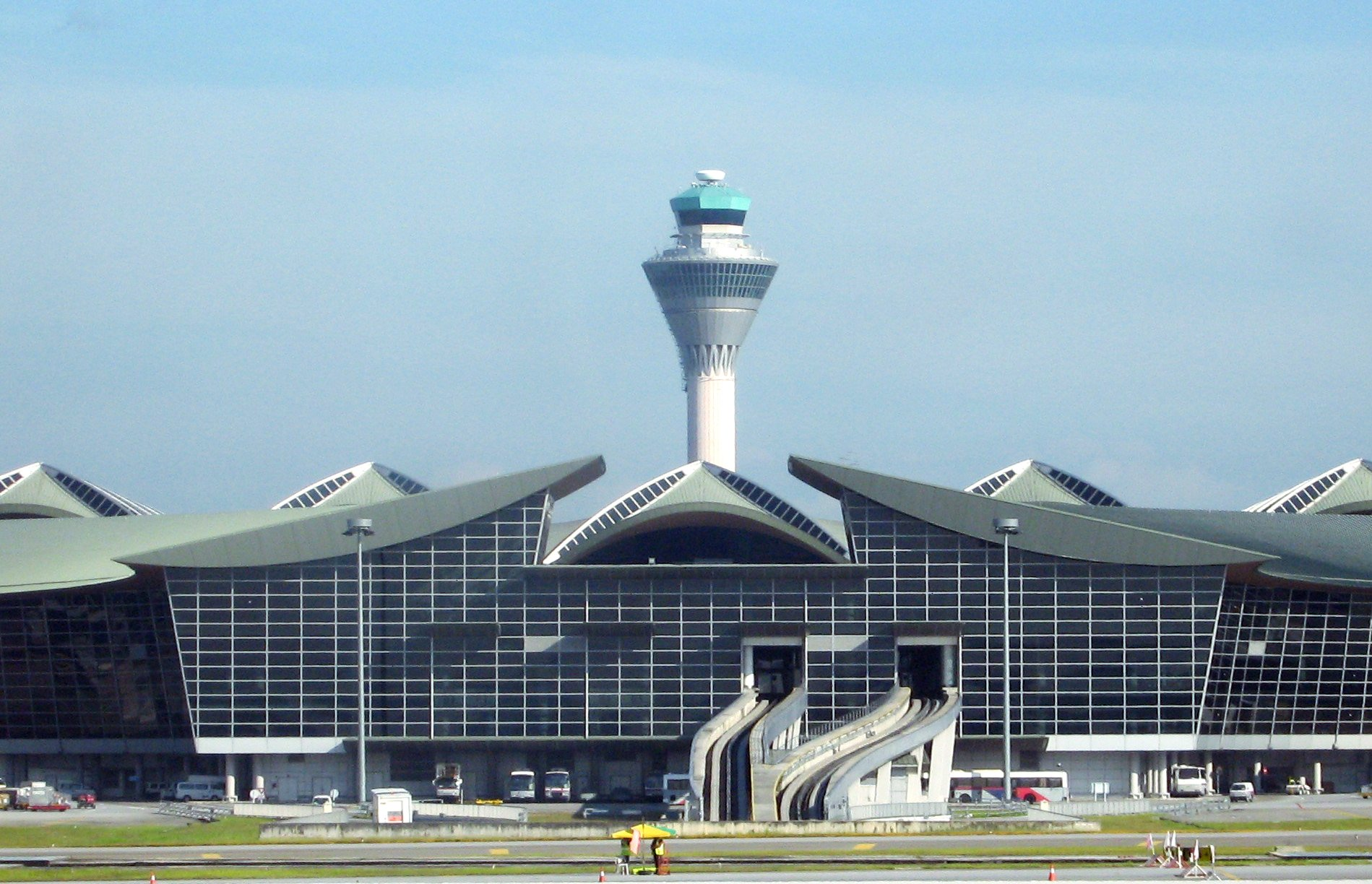
Міжнародний аеропорт «Куала-Лумпур»

## Відомі люди

### Уродженці
- Майкл Гоф (1916—2011) — британський актор.